# Francesco Maselli
Francesco Maselli (italià: Citto Maselli)  (Roma, 9 de desembre de 1930 - Roma, 21 de març de 2023) fou un guionista i director de cinema italià.

## Biografia
Fill d'un refinat crític d'art, a casa seva rep sovint la visita d'escriptors durant la seva joventut. Encara jove, participa en les activitats de la resistència italiana. El 1947 després d'alguns anys passats a l'institut entra al Centro Sperimentale di Cinematografia de Roma i hi obté el seu diploma el 1949. Francesco Maselli es converteix de seguida en l'ajudant de Luigi Chiarini, després de Michelangelo Antonioni.
Debuta molt jove amb dos curtmetratges destacables, Bambini  (1951) i Ombrelli (1952). El seu documental Zona pericolosa  (1951) és una violenta sàtira contra el món del còmic. El 1953 col·labora amb Luchino Visconti en l'episodi de Siamo Donne  interpretat per Anna Magnani i el mateix any realitza amb Cesare Zavattini Storia di Caterina , un segment de la pel·lícula L'amore in città. Aconsegueix la celebritat a Itàlia gràcies a la seva pel·lícula Gli Sbandati (1955) que analitza d'una manera convincent la situació de la Itàlia del 1943.
Francesco Maselli realitza llavors diversos estudis de costums com, per exemple, La donna del Giorno  el 1956, una crítica del món de la publicitat i de la premsa «rosa». Obté un gran èxit amb  I Delfini , un retrat psicològic i social d'un grup de joves de la burgesia de província. El 1964 dirigeix Gli Indifferenti , inspirat en la novel·la d'Alberto Moravia amb Claudia Cardinale i Rod Steiger, un retrat psicològic d'una família en decadència. Torna al cinema polític amb Lettera aperta a un giornale della sera (1970), en part autobiogràfic, en el qual conta l'epopeia d'un grup d'intel·lectuals d'esquerra que, avorrits de la seva rutina quotidiana, decideixen fundar una brigada internacional de combatents per al Vietnam i anuncien el seu propòsit en una carta oberta que és desafortunadament publicada per un diari posant-los així en l'entrebanc d'haver de posar en pràctica la seva idea. El 1975 La sospita relata el destí d'un militant comunista clandestí en la Itàlia feixista, reunint Gian Maria Volonte i Annie Girardot.
Storia d'amore , una pel·lícula neorealista italiana moderna guanya el premi especial del jurat del Mostra de Venècia 1986.
El 1996 presenta a la Mostra de Venècia les Cronache del terzo millennio. El 2007 realitza Civico zero i en la Mostra de Venècia 2009 presenta la seva pel·lícula Le ombre rosse al Festival de Venècia.
El 2010 rep el premi Federico Fellini 8 1/2  per a l'excel·lència artística atorgat pel Bari International Film Festival (Bif&st) de Bari. Fa el paper d'un professor a Amarcord de Fellini.
Maselli va ser durant anys president de l'Associazione Nazionale degli Autori Cinematografici i un dels fundadors de l'Alleanza Mondiale del Cinema.
Francesco Maselli ha dirigit més de 40 pel·lícules des de 1949.

## Filmografia[6]
- 1949: Tibet proibito
- 1949: Bagnaia, villagio italiano
- 1951: Zona pericolosa
- 1951: Bambini
- 1952: Ombrelli
- 1953: L'Amore in città, film col·lectiu; segment Storia di Caterina
- 1955: Gli sbandati
- 1956: La Donna del Giorno
- 1960: I Delfini
- 1964: Gli Indifferenti
- 1968: Ruba al prossimo tuo
- 1970: Lettera aperta a un giornale della sera
- 1975: La sospita (Il Sospetto)
- 1986: Storia d'amore
- 1988: Codice privato
- 1990: L'alba
- 1990: Il segreto
- 1996: Cronache del terzo millennio
- 2002: Lettere dalla Palestina
- 2003: Firenze, il nostro domani
- 2005: Frammenti di Novecento
- 2007: Civico zero
- 2009: Le ombre rosse

## Premis i nominacions

### Premis
- 1986: Gran Premi del Jurat (Festival de Venècia) per Storia d'amore

### Nominacions
- 1955: Lleó d'Or per Gli sbandati
- 1960: Lleó d'Or per I delfini
- 1986: Lleó d'Or per Storia d'amore
- 1990: Os d'Or per Il segreto